# 梅里特島 (佛羅里達州)
梅里特島（英語：Merritt Island）是位於美國佛羅里達州布里瓦德縣的一個人口普查指定地區。

## 地理
梅里特島的座標為28°21′28″N 80°41′05″W / 28.35778°N 80.68472°W，而該地最高點為海拔高度1米（即3英尺）。

## 人口
根據2010年美國人口普查的數據，梅里特島的面積為122.20平方千米，當中陸地面積為45.40平方千米，而水域面積為76.80平方千米。當地共有人口34743人，而人口密度為每平方千米284人。